# 曼丹语
曼丹语（曼丹语：Nų́ų́ʔetaa íroo）是一种在美国北达科他州已经绝迹的苏南语。

## 使用与振兴工作
直至2009年，只有一个流利的使用者：埃德温·本森博士（1931年10月23日－2016年12月9日）。这种语言在本地的学校课程中被教授，以便鼓励使用语言。

## 分类
曼丹语起初被认为与希达策语（Hidatsa）和克罗语（Crow）相当有关。不过，自从曼丹语有了与希达策语和 Crow 的多年语言接触以后，曼丹语与其它苏南语的精确关系已被模糊并且尚未确定。于是，曼丹语通常被认为是苏南语系的一个分支。
曼丹语有两种方言：Nuptare 与 Nuetare。
只有Nuptare存活至了20世纪，且所有使用者都是希达策语的双语者。在1999年，仅剩6名流利的曼丹语使用者还活着。最后一位曼丹语流利使用者埃德温·本森于2016年逝世。
该语言受到许多美国白人的关注，因为他们推测曼丹人肤色较浅，这被推测为是因为最终的欧洲血统。

## 语法
曼丹语是一种主宾动语序的语言。
曼丹语有一种allocutive agreement的体系，所以根据收信人的性别不同，可以使用不同的语法形式。对男性提出的问题必须使用后缀-oʔsha:，对女性提出的问题则使用-oʔną。同样的，真实语气后缀-oʔsh用于address男人，-oʔre 用于address女人。